# Санников, Николай Петрович
Николай Петрович Санников (1928—2015) — заслуженный учитель Удмуртской Республики, «Отличник народного образования», почётный гражданин Кизнерского района.

## Биография
Родился в 1928 году в деревне Кадрек. Его семья считалась многодетной. Отец — Пётр Кузьмич Санников был кронштадтским матросом и участвовал в трёх войнах.
Учился в Кибьинской средней школе, в 1945 году стал студентом Можгинского педагогического училища. После окончания учёбы устроился работать в Кизнерскую сельскую школы на должности учителя начальных классах. Проходил службу в Советской армии. После окончания службы работал в школе посёлка Безменшур и в Старотрыкской школе.
Начиная с 1954 года Николай Петрович Санников работал в первой поселковой школе на должности учителя физического воспитания и начальной военной подготовки. На этой должности он проработал около 30 лет. Работал вместе с напарником Александром Ивановичем Рязановым.
Среди его учеников — чемпионка Олимпийских игр Н. А. Таланова, тренер по пулевой стрельбе В. В. Лукин, спортсмены — мастера спорта. На протяжении 12 лет участия в спартакиаде сборная команда школы № 1 становилась победителем республиканской спартакиады школьников. За вклад в развитии спорта и образования Николай Петрович Санников был удостоен званий «Отличник народного образования» и «Заслуженный учитель Удмуртской Республики». В 2012 году ему присвоили звание «Почётного гражданина Кизнерского района».
В 1988 году вышел на пенсию.
Скончался в 2015 году.

## Семья
Вдова — Вероника Васильевна, сыновья Александр и Валерий.